# Franz Ludwig Pfyffer von Altishofen

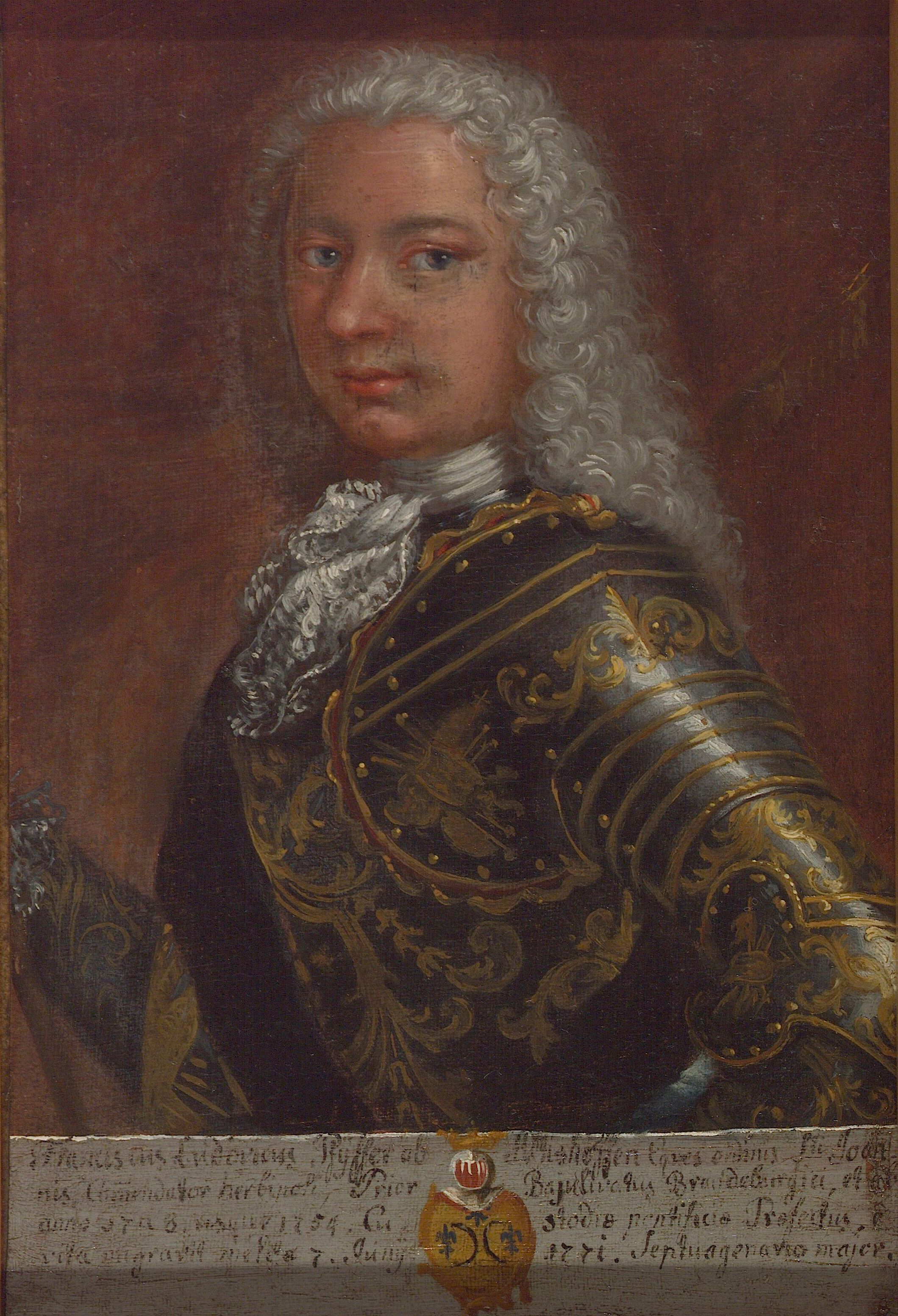
Porträt Franz Ludwig Pfyffers

Franz Ludwig Pfyffer von Altishofen (* 23. April 1699 in Luzern; † 7. Juni 1771 auf Malta) war von 1727 bis 1754 Kommandant der Schweizergarde in Rom.

## Leben
Franz Ludwig Pfyffer entstammte dem Luzerner Patriziergeschlecht der Pfyffer von Altishofen und war ein Sohn des Großrats Franz Lorenz Pfyffer und der Eva Elisabeth von Sonnenberg. Nach dem Besuch des Gymnasiums seiner Heimatstadt trat er 1713 in lothringische sowie zwei Jahre später in französische Dienste. Er konnte seine Abkunft von adligen Urgroßeltern nachweisen und wurde 1716 Johanniter. Ab 1717 war er auf Malta militärisch tätig und avancierte 1719 zum Leutnant. Ab 1727 befehligte er die päpstliche Schweizergarde, wurde aber 1749 aufgrund seiner Verwicklung in Skandale seines Postens enthoben. 1742 hatte er die Komturei Würzburg erhalten. 1754 wurde er von Jost Ignaz Pfyffer von Altishofen als Kommandant der Schweizergarde abgelöst.
Ab 1755 kam es zur Erneuerung alter, bis Ende des 16. Jahrhunderts zurückreichender Streitigkeiten, als Pfyffer auf die erledigte Großballei Brandenburg Anspruch erhob. Denn bereits als Ludwig aus dem Adelsgeschlecht von Roll in Uri, der 1591 Malteserritter geworden war, eine Komturei erhalten sollte, hatte sich die deutsche Partei des Ordens widersetzt, indem sie Rolls adlige Abstammung bestritt. Ebenso machten nun deutsche Ritter Pfyffer die Würde, die Ballei Brandenburg zu erhalten, streitig. Allein vor dem Ordensmeister zu Heitersheim wurden sie 1759 verfällt; Papst Clemens XIII. bestätigte 1761, und 1763 nach erneuter Untersuchung durch die Rota dieses Urteil. Als die deutschen Ritter sich daraufhin an den Reichstag in Regensburg wandten, wurden sie 1764 auch dort verfällt. Infolge des ersten Ausspruchs des Papstes war Pfyffer 1762 in den Besitz der Ballei Brandenburg gelangt. 1771 starb er im Alter von 72 Jahren auf Malta.